# تیغه فلاخن
تیغه فلاخن (به انگلیسی: Sling Blade) فیلمی ۸۰ دقیقه‌ای به کارگردانی بیلی باب تورنتون با بازی بیلی باب تورنتون است.

## بازیگران
- بیلی باب تورنتون
- دوایت یوآکم
- جی تی والش
- جان ریتر
- لوکاس بلک
- Natalie Canerday
- James Hampton
- رابرت دووال
- جیم جارموش
- ویک چسنات
- برنت برسکو
- Tim Holder
- بروس همپتون
- Ian Moore